# Энглер, Карл Освальд Виктор
Карл Освальд Виктор Э́нглер (нем. Carl Oswald Viktor Engler; 1842—1925) — немецкий химик; профессор политехнического техникума (высшей школы) в Карлсруэ (ныне Технологический институт Карлсруэ), профессор университета в Галле, иностранный член-корреспондент Санкт-Петербургской академии наук; автор множества научных трудов, в частности, «Руководства по промышленной химии» (1872). Депутат рейхстага от Национал-либеральная партии Германии.

## Биография
Карл Энглер родился 5 января 1842 года в городке Вайсвайль на юге Германии, в земле Баден-Вюртемберг в семье пастора.
С 1859 года изучал химию в высшей школе Карлсруэ, где в 1863 году стал научным ассистентом. В год 1864 Энглер стал доктором философии в университете Фрайбурга и затем давал там частные уроки.
В 1872 году Энглер стал экстраординарным профессором химии в университете Галле, где опубликовал свою знаменитую работу: «Руководство по промышленной химии».
В 1876 году он стал штатным профессором химических технологий и директором химической лаборатории в политехнической школе в Карлсруэ.
В 1887 году Карл Освальд Виктор Энглер стал профессором химии и директором Технического университета Карлсруэ.
В 1870 году он опубликовал вместе с Адольфом Эммерлингом и Адольфом фон Байером работу, в которой сообщалось об успешном искусственном синтезе индиго.
С 1884 года он активно занимался вопросами нефтехимии.
Энглер был членом Национал-либеральная партии Германии, которую представлял в Рейхстаге Германской империи.
Помимо этого Энглер являлся почетным доктором в университете Гумбольдта в Берлине, в Техническом университете Дармштадта и Мюнхенском университете.
Карл Освальд Виктор Энглер умер в преклонном возрасте 7 февраля 1925 года в городе Карлсруэ.